# Boalda
Boalda là một chi bướm đêm thuộc họ Erebidae.